# 吳定
吳定（1546年—？），字子得，河南彰德府安陽縣人，民籍，明朝政治人物、進士出身。

## 生平
萬曆元年（1573年）癸酉科河南鄉試第二名，萬曆二年（1574年）登甲戌科會試第一百十六名，進士第三甲第一百一十六名。八年六月选授江西道试监察御史，十年巡按甘肃，十一年巡按山东，十三年闰九月提督北直隶学政，十五年十二月升大理寺右寺丞，十六年四月进左寺丞，十月升右少卿，十七年六月升左少卿，十二月升都察院右佥都御史、巡抚云南，弹劾总兵沐昌祚，二十年十月以征剿云南丁改等十寨功，加升右副都御史，以抵御缅甸入寇，十一月升大理寺卿，二十一年七月請告。二十六年四月起复大理寺少卿，十二月因疏救太常寺少卿傅好礼，二人同降三级，调边方，再罢为民。

## 家族
曾祖父吳盛；祖父吳斌；父吳海。母冀氏。慈侍下。弟安、宁、宥、密。